# Lasiargus
Lasiargus is een geslacht van spinnen uit de familie hangmatspinnen (Linyphiidae).

## Soorten
De volgende soorten zijn bij het geslacht ingedeeld:
- Lasiargus hirsutoides Wunderlich, 1995
- Lasiargus hirsutus (Menge, 1869)
- Lasiargus pilipes (Kulczyński, 1908)
- Lasiargus zhui Eskov & Marusik, 1994